# 第14回日本フットボールリーグ
第14回日本フットボールリーグは、2012年（平成24年）3月11日から同年11月18日にかけて行われた日本フットボールリーグ（JFL）のリーグ戦である。V・ファーレン長崎が初優勝を果たした。

## 参加クラブ
第14回JFLの参加クラブは以下の通りである（記載は前年シーズンの成績上位順）。このうちY.S.C.C.と藤枝MYFCとHOYO大分が前シーズンの全国地域サッカーリーグ決勝大会からの昇格クラブである。また「MIOびわこ草津」が「MIOびわこ滋賀」と改称した。
前年シーズン後にFC町田ゼルビアと松本山雅FCがJリーグ ディビジョン2 (J2) に昇格、ジェフリザーブズが活動を停止して3チーム減となったため、前年からの地域リーグへの降格したクラブは生じていない。また、昇格クラブが一旦決定した後の2012年1月にアルテ高崎がJFLから退会した ため、最終的に前年シーズンより1チーム少ない17チームでリーグ戦を実施する事となった。
※前年度成績=特記なきものは第13回JFL（2011年）の成績である。
| チーム名(正式名称)                                  | 監督 | 都道府県 | 主なホームゲーム会場                                               | 前年度成績                   | 備考                                        |
| --------------------------------------------------- | ---- | -------- | ------------------------------------------------------------------ | ---------------------------- | ------------------------------------------- |
| SAGAWA SHIGA FC                                     |      | 滋賀県   | 佐川急便守山運動場陸上競技場                                       | 1位                          | 2012年シーズン終了をもって退会。            |
| AC長野パルセイロ                                    |      | 長野県   | 南長野運動公園総合球技場                                           | 2位                          | 2012年7月23日にJリーグ準加盟承認            |
| V・ファーレン長崎                                   |      | 長崎県   | 長崎市総合運動公園かきどまり陸上競技場                             | 5位                          |                                             |
| Honda FC （本田技研工業株式会社フットボールクラブ） |      | 静岡県   | ホンダ都田サッカー場                                               | 6位                          |                                             |
| ツエーゲン金沢                                      |      | 石川県   | 石川県西部緑地公園陸上競技場                                       | 7位                          | Jリーグ準加盟継続審議中（2010年4月9日申請） |
| ホンダロックSC （株式会社ホンダロック サッカー部）  |      | 宮崎県   | 宮崎市生目の杜運動公園陸上競技場                                   | 8位                          |                                             |
| FC琉球                                              |      | 沖縄県   | 沖縄市陸上競技場 沖縄県総合運動公園陸上競技場                      | 9位                          |                                             |
| 栃木ウーヴァFC （栃木ウーヴァフットボールクラブ）   |      | 栃木県   | 栃木市総合運動公園陸上競技場                                       | 10位                         |                                             |
| カマタマーレ讃岐                                    |      | 香川県   | 香川県立丸亀競技場 香川県営サッカー・ラグビー場                    | 11位                         |                                             |
| 佐川印刷SC （佐川印刷株式会社サッカークラブ）       |      | 京都府   | 京都市西京極総合運動公園陸上競技場兼球技場                         | 12位                         |                                             |
| MIOびわこ滋賀                                       |      | 滋賀県   | 東近江市布引グリーンスタジアム                                     | 13位                         | 「MIOびわこ草津」から名称変更               |
| ブラウブリッツ秋田                                  |      | 秋田県   | 秋田市八橋運動公園陸上競技場                                       | 14位                         |                                             |
| 横河武蔵野FC （横河武蔵野フットボールクラブ）       |      | 東京都   | 武蔵野市立武蔵野陸上競技場                                         | 15位                         |                                             |
| ソニー仙台FC （ソニー仙台フットボールクラブ）       |      | 宮城県   | ユアテックスタジアム仙台 宮城県サッカー場 七ヶ浜サッカースタジアム | 16位                         |                                             |
| Y.S.C.C. （NPO横浜スポーツ&カルチャークラブ）       |      | 神奈川県 | ニッパツ三ツ沢球技場                                               | 関東1部1位 第35回地域決勝1位 | 昇格（自動昇格）                            |
| 藤枝MYFC                                            |      | 静岡県   | 藤枝総合運動公園サッカー場                                         | 東海1部1位 第35回地域決勝2位 | 昇格（自動昇格）                            |
| HOYO大分 （HOYO AC ELAN大分）                       |      | 大分県   | 大分市営陸上競技場 だいぎんサッカー・ラグビー場                    | 九州1部1位 地域決勝3位       | 昇格（自動昇格）                            |

色付のチームは2012年シーズン開幕時において
- のチームはJリーグ準加盟クラブ
- のクラブはJリーグ準加盟クラブを申請中・または継続審議中のクラブ

## レギュレーション

### リーグ・試合形式
リーグ戦試合数
当初は18チームによる2回総当たり（各チーム34試合、合計306試合）が予定されていたものの、アルテ高崎が退会したため17チームによる2回戦総当たり（各チーム32試合、合計272試合）に変更された。クラブ数が奇数となったため、毎節必ずいずれかのチームに試合の無い状況が発生する。
試合形式
試合は90分間（前・後半45分ずつ）で行い、決着がつかなければ引き分けとなる。勝利には勝ち点3、引き分けには勝ち点1が与えられる。
Jリーグへの加盟（J2への昇格）

前年までと大きく変更となったのが、日本プロサッカーリーグ（Jリーグ）への加盟（J2昇格）の方法である。2012年1月17日に発表された。
FC町田ゼルビアと松本山雅FCのJ2昇格により、J2のクラブ数がリーグの想定していた上限である22クラブに達したため、2012年シーズン後にJ2とJFLの間での入れ替え制度（J2・JFL入れ替え戦）が導入された。
具体的には、「Jリーグクラブライセンス制度に基づき、クラブライセンス審査を受け、J2ライセンスが付与されているJリーグ準加盟クラブ」が年間2位以内となった場合に、
- 1位はJ2に自動昇格（J2の22位と自動入れ替え）
- 2位はJ2下位チーム とホーム・アンド・アウェー方式で入れ替え戦を行い、勝利すれば昇格。
- 2位以内に昇格資格を満たすクラブがいなかった場合の昇格クラブはなし（入れ替え戦も行わない）。

となる。従って、前年のように年間順位3位・4位ではJ2への昇格が出来ない。
2012年度のJリーグ準加盟クラブは長野、長崎、讃岐の3クラブであるが、長野は当初から2013年度のJ2クラブライセンス申請をしていなかったため、また讃岐はJ2ライセンスを申請するも、財政問題などを理由として9月に自主取り下げを行ったためいずれもJ2加盟（昇格）権利消失となった。
地域リーグへの降格
当初JFLの17位は所属する地域リーグに自動降格し、全国地域リーグ決勝大会の1位・2位はJFLに自動昇格し、JFLの16位と全国地域リーグ決勝大会の3位が入れ替え戦を行う予定であった。
ところが、9月28日付でSAGAWA SHIGA FCから2012年シーズン限りでの退会届が提出され、10月17日のJFL理事会にて退会届が承認された ことを受けて、全国地域リーグ決勝大会からの自動昇格はそのまま、JFLからの自動降格をとりやめ、JFLの17位は全国地域リーグ決勝大会の3位との入れ替え戦に回ることがJFLから発表された。

### 天皇杯への出場枠
第17節終了時点の1位のチームに第92回天皇杯の出場権が与えられた。
第16節時点ではカマタマーレ讃岐が首位、これを首位と同勝ち点・得失点差で2位のV・ファーレン長崎が、首位と勝ち点1差で3位のAC長野パルセイロが追う展開だった が、第17節で讃岐が引き分けて長崎と長野が勝利したことにより長崎が逆転で天皇杯出場権を獲得した。

### 強化費
各試合において勝利チームに勝利チーム賞5万円を支払う。

### その他
2011年までは節の呼称を前期、後期と分けていたが、2012年よりこれを廃止してシーズン通じた呼称となる。

## 年間順位
| 順位 | クラブ名           | 試 | 勝 | 分 | 負 | 得点 | 失点 | 差  | 勝点 | 備考                      |
| ---- | ------------------ | -- | -- | -- | -- | ---- | ---- | --- | ---- | ------------------------- |
| 1    | V・ファーレン長崎  | 32 | 20 | 7  | 5  | 57   | 24   | +33 | 67   | J2自動昇格                |
| 2    | AC長野パルセイロ   | 32 | 17 | 7  | 8  | 57   | 34   | +23 | 58   |                           |
| 3    | SAGAWA SHIGA FC    | 32 | 16 | 9  | 7  | 61   | 37   | +24 | 57   | 退会                      |
| 4    | カマタマーレ讃岐   | 32 | 15 | 8  | 9  | 49   | 29   | +20 | 53   |                           |
| 5    | Honda FC           | 32 | 16 | 5  | 11 | 55   | 39   | +16 | 53   |                           |
| 6    | Y.S.C.C.           | 32 | 15 | 4  | 13 | 58   | 50   | +8  | 49   |                           |
| 7    | 佐川印刷SC         | 32 | 12 | 9  | 11 | 43   | 43   | 0   | 45   |                           |
| 8    | MIOびわこ滋賀      | 32 | 11 | 10 | 11 | 53   | 52   | +1  | 43   |                           |
| 9    | FC琉球             | 32 | 12 | 7  | 13 | 58   | 62   | -4  | 43   |                           |
| 10   | 横河武蔵野FC       | 32 | 11 | 8  | 13 | 35   | 50   | -15 | 41   |                           |
| 11   | 藤枝MYFC           | 32 | 11 | 7  | 14 | 39   | 48   | -9  | 40   |                           |
| 12   | ソニー仙台FC       | 32 | 9  | 12 | 11 | 27   | 29   | -2  | 39   |                           |
| 13   | ブラウブリッツ秋田 | 32 | 9  | 10 | 13 | 33   | 41   | -8  | 37   |                           |
| 14   | ツエーゲン金沢     | 32 | 8  | 12 | 12 | 33   | 41   | -8  | 36   |                           |
| 15   | HOYO大分           | 32 | 9  | 8  | 15 | 40   | 57   | -17 | 35   |                           |
| 16   | ホンダロックSC     | 32 | 7  | 7  | 18 | 28   | 56   | -28 | 28   |                           |
| 17   | 栃木ウーヴァFC     | 32 | 4  | 10 | 18 | 36   | 70   | -34 | 22   | JFL・地域リーグ入れ替え戦 |

### 備考
- クラブ名太字はJリーグに準加盟し、かつ2013年度からのJリーグ加盟意思を表明していたクラブ
- 斜体は、上記の「天皇杯への出場枠」により第92回天皇杯本戦出場シード権を獲得したクラブ

## 個人記録

### 得点ランキング
| 順     | 選手名     | 得点 | 所属             |
| ------ | ---------- | ---- | ---------------- |
| 得点王 | 高橋駿太   | 20   | FC琉球           |
| 得点王 | 辻正男     | 20   | Y.S.C.C.         |
| 3      | 清原翔平   | 17   | SAGAWA SHIGA FC  |
| 3      | 菅原康太   | 17   | MIOびわこ滋賀    |
| 3      | 宇野沢祐次 | 17   | AC長野パルセイロ |

### 個人表彰・ベスト11
| Pos                | 選手名               | 所属              |
| ------------------ | -------------------- | ----------------- |
| 最優秀監督         | 佐野達               | V・ファーレン長崎 |
| GK                 | 原田欽庸             | V・ファーレン長崎 |
| DF・MVP            | 河端和哉             | V・ファーレン長崎 |
| DF                 | 旗手真也             | SAGAWA SHIGA FC   |
| DF                 | 奈良輪雄太           | SAGAWA SHIGA FC   |
| DF                 | マイケル・ジェームズ | V・ファーレン長崎 |
| MF                 | 清原翔平             | SAGAWA SHIGA FC   |
| MF                 | 向慎一               | AC長野パルセイロ  |
| MF                 | 大橋良隆             | AC長野パルセイロ  |
| FW・得点王・新人王 | 辻正男               | Y.S.C.C.          |
| FW                 | 宇野沢祐次           | AC長野パルセイロ  |
| FW                 | 中山悟志             | V・ファーレン長崎 |
| 得点王             | 高橋駿太             | FC琉球            |

- 優秀レフェリー賞：塚田健太

### ハットトリック
| JFL         | JFL            | JFL  | JFL            | JFL       | JFL      | JFL    |
| 選手        | 所属           | 節   | 対戦相手       | 試合結果  | 日付     | 出典   |
| ----------- | -------------- | ---- | -------------- | --------- | -------- | ------ |
| アラン      | MIOびわこ滋賀  | 1節  | 栃木ウーヴァFC | 3 - 0 (A) | 3月11日  | [ 8 ]  |
| 高橋駿太    | FC琉球         | 5節  | 栃木ウーヴァFC | 4 - 2 (H) | 4月8日   | [ 9 ]  |
| 高橋駿太(2) | FC琉球         | 8節  | ツエーゲン金沢 | 3 - 2 (H) | 4月28日  | [ 10 ] |
| 宮尾勇輝    | ソニー仙台FC   | 14節 | 栃木ウーヴァFC | 4 - 2 (A) | 6月2日   | [ 11 ] |
| 菅原康太4   | MIOびわこ滋賀  | 15節 | HOYO大分       | 5 - 0 (A) | 6月10日  | [ 12 ] |
| 平井晋太郎  | 佐川印刷       | 20節 | 藤枝MYFC       | 5 - 2 (A) | 7月15日  | [ 13 ] |
| 辻正男4     | Y.S.C.C.横浜   | 23節 | 栃木ウーヴァFC | 6 - 1 (A) | 8月5日   | [ 14 ] |
| 若林学      | 栃木ウーヴァFC | 33節 | MIOびわこ滋賀  | 4 - 2 (A) | 11月11日 | [ 15 ] |

Note: 4 1試合4得点 (H) – ホーム (A) – アウェイ

## 入れ替え

### J2との入れ替え
11月10日・11日の第33節をもってV・ファーレン長崎のJFL優勝が決定。翌日のJリーグ臨時理事会で長崎のJリーグ入会（J2昇格）が承認され、同年のJ2・22位のFC町田ゼルビアと入れ替えとなった。

### 地域リーグとの入れ替え
10月22日にSAGAWA SHIGA FCのJFLからの退会およびチーム活動停止の報道が正式リリース され、成績に関わらずチーム活動が終了する事となった。
当初、JFLと地域リーグとの間では、JFLの17位チームと第36回全国地域サッカーリーグ決勝大会（地域決勝）の上位2チームが自動入れ替え、JFL16位と地域決勝3位の間で入れ替え戦を行うこととなっていたが、上述のとおりJFLから1チームが脱退することとなったため、JFLからの自動降格は行わず、JFL17位チームと地域決勝の3位チームが入れ替え戦を行うように変更された。
11月10日・11日の第33節をもって栃木ウーヴァFCの17位が決定し、地域決勝3位チームとの入れ替え戦を行うこととなった。
第36回全国地域サッカーリーグ決勝大会の結果、1位・SC相模原と2位・福島ユナイテッドFCのJFL自動昇格、3位・ノルブリッツ北海道のJFL・地域リーグ入れ替え戦出場が決定した。
これを本年の成績に当てはめると以下のようになる。
| 順位        | チーム             | 変更前                     | 変更後                     |
| ----------- | ------------------ | -------------------------- | -------------------------- |
| JFL16位     | ホンダロックSC     | 入れ替え戦 (vs地域決勝3位) | JFL残留                    |
| JFL17位     | 栃木ウーヴァFC     | 地域リーグ自動降格         | 入れ替え戦 (vs地域決勝3位) |
| 地域決勝1位 | SC相模原           | JFL自動昇格                | JFL自動昇格                |
| 地域決勝2位 | 福島ユナイテッドFC | JFL自動昇格                | JFL自動昇格                |
| 地域決勝3位 | ノルブリッツ北海道 | 入れ替え戦 (vsJFL16位)     | 入れ替え戦 (vsJFL17位)     |

### JFL・地域リーグ入れ替え戦

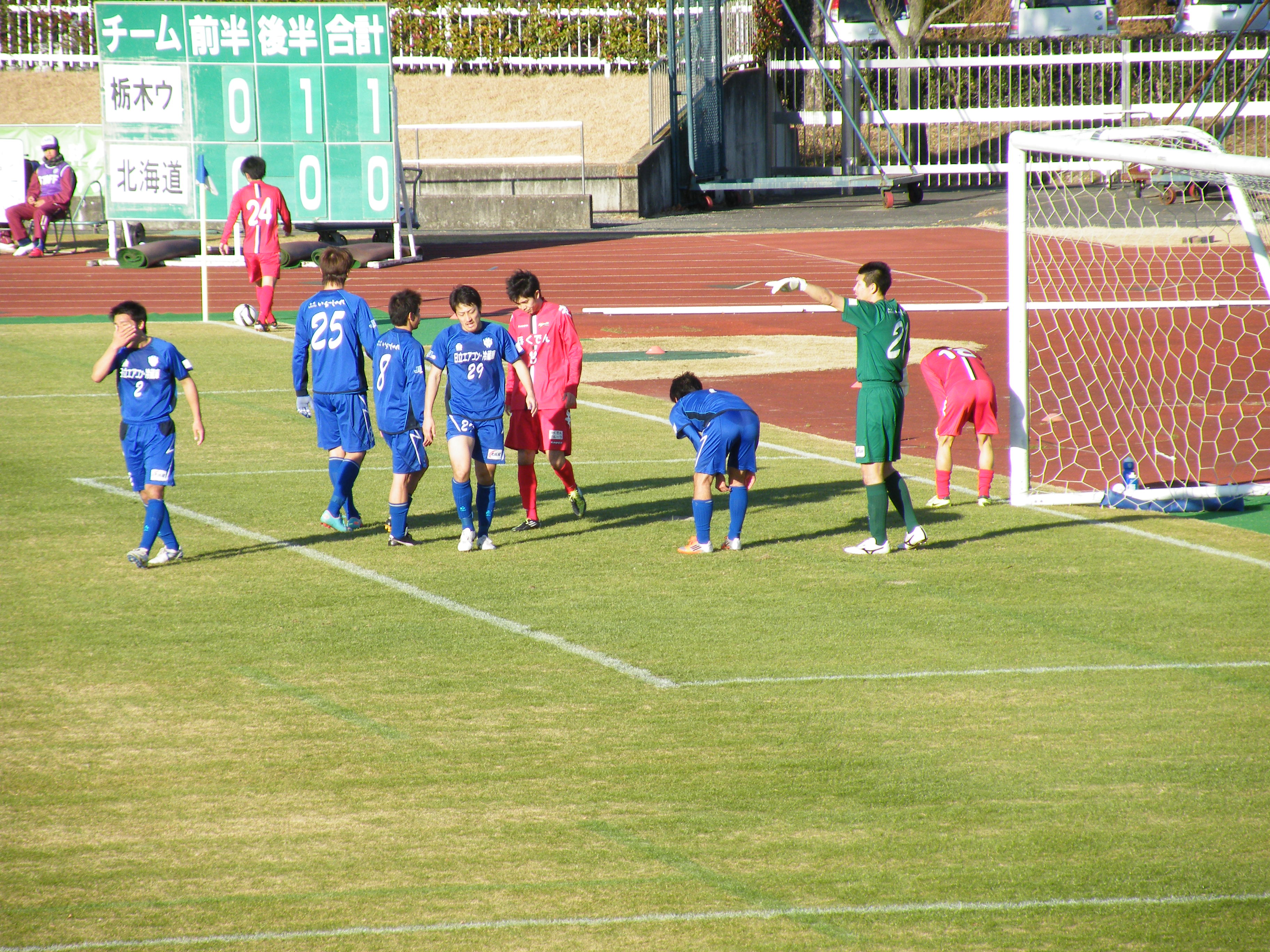
2012年のJFL/地域リーグ入替戦（第2戦、栃木ウーヴァFC(青)対ノルブリッツ北海道(赤)）

レギュレーション変更により、JFL17位の栃木ウーヴァFCと第36回全国地域サッカーリーグ決勝大会3位のノルブリッツ北海道が入れ替え戦を行う。
日時・会場・ルールは以下の通り。
- ホーム・アンド・アウェー方式で2試合行う。当年度については北海道が降雪のため2試合とも栃木ウーヴァFCの本拠地で実施し、初戦をノルブリッツ北海道のホームゲームとして行う。
- 各試合ごとに勝利チームに勝点3、引分の場合は両チームに勝点1を与え、2試合の勝点合計が多いチームを勝利チームとする。
- 2試合の勝点で並んだ場合は得失点差の多いチームを勝利チームとする。
- アウェーゴールルールは採用せず、得失点差でも並んだ場合は第2戦終了後に15分ハーフの延長戦を行い、それでも勝敗が決しない場合はPK戦で勝利チームを決定する。

| 2012年12月9日 14:00 第1戦 |

| ノルブリッツ北海道 （地域決勝3位） | 2 - 1          | 栃木ウーヴァFC （JFL17位） |
| 山田庸介 44分, 58分                | 公式記録 (PDF) | 若林学 4分                 |

| 栃木市総合運動公園陸上競技場, 栃木市 観客数: 902人 主審: 井上知大 |

| 2012年12月16日 13:00 第2戦 |

| 栃木ウーヴァFC                    | 1 - 0 (延長)   | ノルブリッツ北海道       |
| 濱岡和久 62分 (PK)                | 公式記録 (PDF) |                          |
|                                   | PK戦           |                          |
| 濱岡和久 岡田祐政 竹内優 安間ム月 | 4 - 1          | 畠山直人 崔準基 倉谷悠太 |

| 栃木市総合運動公園陸上競技場, 栃木市 観客数: 1,445人 主審: 前田拓哉 |

1勝1敗で得失点差も並んだため延長戦を実施するがスコアレスで決着がつかず、PK戦を行った結果、勝利した栃木ウーヴァFCがJFL残留、ノルブリッツ北海道が地域リーグ(北海道サッカーリーグ)残留となった。